# Park Byeong-hyo
Park Byeong-hyo (kor. 박 병효; ur. 18 sierpnia 1962) – południowokoreański zapaśnik w stylu klasycznym. Olimpijczyk z Los Angeles 1984, gdzie zajął ósme miejsce w kategorii 57 kg.